# Oxyelophila harpalis
Oxyelophila harpalis là một loài bướm đêm trong họ Crambidae.